# Simulium matokoense
Simulium matokoense es una especie de insecto del género Simulium, familia Simuliidae y orden Diptera.
Fue descrita científicamente por Smart & Clifford, 1965.